# Phenylsulfat
Phenylsulfat (auch Monophenylsulfat) ist der Monoester der Schwefelsäure mit Phenol. Er tritt einerseits in protonierter Form auf, andererseits als Salz, beispielsweise als Kaliumphenylsulfat.

## Geschichte

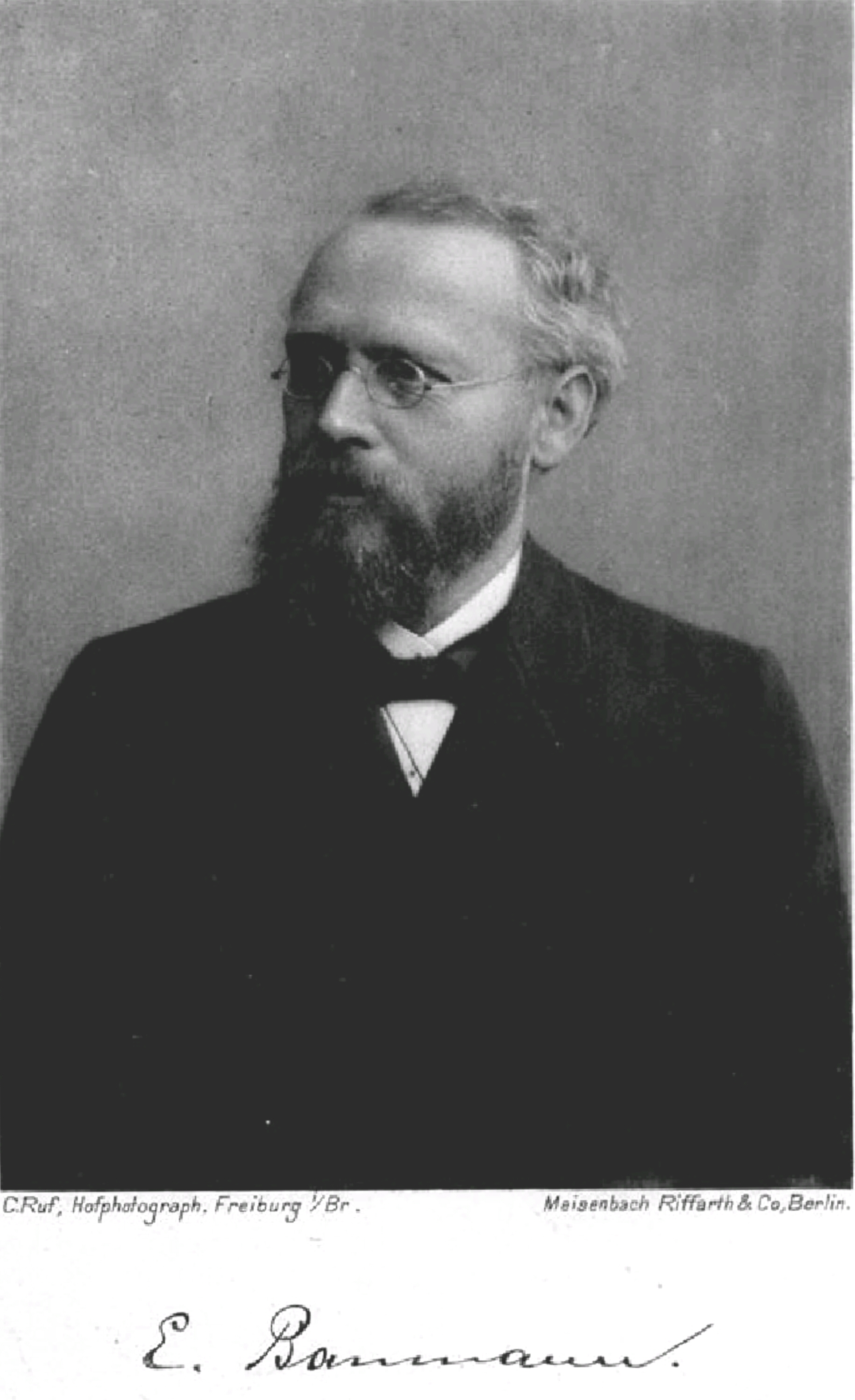
Eugen Baumann entdeckte die metabolische Bildung von Phenylsulfat aus Phenol

Die Bildung von Phenylsulfat im menschlichen und tierischen Metabolismus wurde im 19. Jahrhundert von Eugen Baumann entdeckt. 1876 berichtete er von einer neuen Verbindung, die er aus Urin isoliert hatte. Nachdem er zunächst irrtümlich angenommen hatte, dass es sich um eine Sulfonsäure handele, identifizierte er sie kurz darauf korrekt als das Kaliumsalz des Phenylsulfats. Später wies er nach, dass das Phenylsulfat sowohl bei Menschen als auch bei Hunden aus aufgenommenem Phenol entsteht. Außerdem erforschte er die Toxizität der Verbindung und erkannte, dass die Bildung des Sulfats der Entgiftung dient, da es wesentlich weniger giftig ist als Phenol selbst. Die Sulfatierung ist eine wichtige Form der Konjugatbildung, die auch noch bei anderen Verbindungen auftritt, beispielsweise bei Brenzcatechin und Indol. Phenol war jedoch die erste Verbindung, bei der der Mechanismus nachgewiesen wurde.

## Herstellung
Phenylsulfat entsteht bei der Hydrolyse von Diphenylsulfat. Die Reaktion ist bei geeigneten Bedingungen selektiv, da der erste Hydrolyseschritt zum Phenylsulfat deutlich leichter abläuft als der zweite.

## Biologische Bedeutung
Die Sulfatierung und Glucuronidierung sind die wichtigsten Mechanismen der Konjugatbildung von phenolischen Verbindungen. Bei der Sulfatierung des Grundkörpers der Stoffklasse, Phenol, entsteht Phenylsulfat. Die Reaktion wird durch eine Sulfotransferase katalysiert, diese kommen insbesondere in der Leber vor. Als Quelle für die Sulfatgruppe dient Phosphoadenosinphosphosulfat (PAPS). Phenylsulfat eignet sich als Indikator für eine Exposition gegenüber Phenol.
Phenylsulfat eignet sich möglicherweise zudem als Biomarker für die Früherkennung einer diabetischen Nephropathie. Eine Hauptkomponentenanalyse und weitere statistische Untersuchungen am Metabolom diabetischer Ratten ergaben einen klaren Zusammenhang zwischen dem Gehalt an Phenylsulfat im Blut und dem Vorliegen einer Nierenschädigung.

## Externe Links zu erwähnten Verbindungen
1. ↑  Externe Identifikatoren von bzw. Datenbank-Links zu Diphenylsulfat:  CAS-Nr.: 4074-56-0, PubChem: 14228015, ChemSpider: 10738548, Wikidata: Q82439695.